# جرائم الحرب خلال الحرب في السودان (2023–الآن)
شهدت الحرب في السودان، التي اندلعت في 15 من شهر نيسان من عام 2023، جرائم حرب واسعة النطاق ارتكبتها كل من القوات المسلحة السودانية وقوات الدعم السريع، التي وجهت لها بصورة منفردة منظمة هيومان رايتس ووتش والمملكة المتحدة والولايات المتحدة الأمريكية اتهامات بارتكاب جرائم ضد الإنسانية. اتسم الصراع بهجمات عشوائية عنيفة على الأسواق والأحياء السكنية المأهولة، الأمر الذي أفضى إلى وقوع عدد كبير من الضحايا. استهدفت المشافي خلال القصف الجوي ونيران المدفعية، ونهبت المخازن الطبية. أثرت هذه الهجمات بصورة كبيرة على نظام الرعايا الصحية في السودان، وعطلت الخدمات الطبية وتركت معظم المشافي في الولايات التي تضررت من الصراع خارج الخدمة. أعلنت الأمم المتحدة بأن السودان أخطر بلد على عاملي الإغاثة بعد جنوب السودان.
في الجنينة، غربي دارفور، قتلت قوات الدعم السريع والجنجويد ما لا يقل عن 1100 شخص غير عربي. في 22 من شهر يوليو، ادعى زعيم قبيلة المساليت أن ما يزيد عن 10 آلاف شخص قد قتلوا في غربي دارفور وحدها، وأن 80٪ من سكان الجنينة قد نزحوا. سجل وقوع مجازر ضد المساليت في بلدات مثل طويلة وسربا وأرداماتا وكتم ومستري، في حين اكتشفت مقابر جماعية في مناطق مجاورة للجنينة. وصفت حكومتا المملكة المتحدة والولايات المتحدة وشهود عيان ومراقبون آخرون العنف في الإقليم بأنه يساوي التطهير العرقي أو حتى الإبادة الجماعية، وكان الضحايا الرئيسيون جماعات غير عربية مثل المساليت. واتهمت قوات الدعم السريع والجنجويد بأعمال نهب واسعة النطاق، وسرقة غذاء كان مخصصًا لتغذية 4.4 مليون نسمة، وعنف جنسي ضد النساء السودانيات والأجنبيات، وبشكل خاص نساء المساليت والنساء غير العربيات. تقدر منظمات غير حكومية أن الرقم الحقيقي لضحايا العنف الجنسي قد يصل إلى 4400. وقد حثت جهات الأمم المتحدة على البدء بتحقيق وشجعت حكومات على تخصيص موارد لمساعدة الناجين.
اتهمت قوات الدعم السريع والجنجويد أيضًا بأعمال تعذيب وقتل موجه ضد المثقفين والسياسيين والمهنيين وزعماء القبائل. كان من بين الضحايا البارزين آدم زكريا اسحق، أحد الأطباء والمدافعين عن حقوق الانسان، وخميس أبكر حاكم غربي دارفور الذي اختطف وعذّب وأعدم. استهدفت قوات الدعم السريع أيضًا أسر أعدائها، مثل أسرة مصطفى تمبور. واتهمت القوات المسلحة السودانية وقوات الدعم السريع بتهديد الصحفيين ومهاجمتهم وقتلهم. ووثقت نقابة الصحفيين السودانيين وقوع أكثر من 40 انتهاكًا في شهر أيار وحده. وأصيب العديد من الصحفيين أو قتلوا، وتوقفت 13 صحيفة عن الصدور. وتعرض عاملو الإغاثة أيضًا للاستهداف وقتل 18 منهم واعتقل آخرون.
بدأت محكمة الجنايات الدولية ومنظمة العفو الدولية تحقيقات في جرائم حرب وجرائم ضد الإنسانية ارتكبت خلال الحرب. واتهمت القوات المسلحة السودانية قوات الدعم السريع بارتكاب هذه الجرائم. وأنشأ عبد الفتاح البرهان (قائد القوات المسلحة السودانية) لجنة للتحقيق في هذه الادعاءات. وتقدمت عدة دول بمشروع قرار لمجلس حقوق الانسان التابع للأمم المتحدة لإجراء تحقيق في تلك الأعمال الوحشية. صوت مجلس حقوق الانسان التابع للأمم المتحدة لمصلحة تبني قرار بإنشاء لجنة تقصي حقائق حول هذه الجرائم. ودعت منظمة هيومان رايتس ووتش وبعثة الأمم المتحدة المتكاملة لدعم المرحلة الانتقالية في السودان إلى اتخاذ إجراءات لحماية المدنيين.

## الخلفية والضحايا
اندلعت الحرب في السودان في 15 من شهر أبريل من عام 2023 بين القوات المسلحة السودانية وقوات الدعم السريع شبه العسكرية، الذين كانا فصيلين متنافسين لحكومة السودان العسكرية. حتى شهر ديسمبر، قتل ما بين 9000 و10 آلاف شخص وتعرض 12 ألف شخصًا آخر لإصابات ونزح نحو الداخل 5.6 مليون شخص وبات 1.5 مليون شخص لاجئًا.
في 12 من شهر يونيو، قالت نقابة الأطباء السودانيين أن 959 مدنيًا على الأقل قد قتلوا وأصيب 4750 مدنيًا آخر. في 15 من شهر أغسطس، قالت الأمم المتحدة أن ما لا يقل عن 435 طفلًا قد قتلوا خلال الصراع. وحذر أطباء ميدانيون من أن الأرقام المذكورة لا تشمل جميع الضحايا مع عدم تمكن الناس من الوصول إلى المشافي نظرًا إلى الصعوبات في التنقل. وقد نقل عن ناطق باسم الهلال الأحمر السوداني قوله إن عدد الضحايا «لم يكن صغيرًا». وسجل مدعون عامون سودانيون وقوع حالات مفقودين تزيد عن 500 حالة في أنحاء البلاد، كان بضعها حالات إخفاء قسري، وألقي باللوم معظم الأحيان على قوات الدعم السريع.
وفقًا لإذاعة البي بي سي وصحيفة الجارديان وقناتي سي إن إن وبي بي إس نيوز أور ومنظمة العفو الدولية ارتكبت جرائم حرب واسعة النطاق في السودان من كلا الطرفين.

## حوادث إصابات جماعية

### هجمات المستشفيات
من المحتمل أن يكون الطرفان قد ارتكبا جرائم ضد الإنسانية ضد منشآت، حسبما أثبتت قناة بي بي سي نيوز العربية. استهدف القصف الجوي ونيران المدفعية المشافي التي كان المرضى داخلها، واستهدفت الطواقم الطبية بالهجمات، ويشكل كل ذلك جرائم حرب محتملة. أغلقت معظم مشافي الخرطوم بسبب أعمال قتالية دامت أسابيع، الأمر الذي أثر على استفادة المدنيين من نظام الرعاية الصحية. وتؤكد بيانات الأقمار الصناعية، وتحليل محتوى كثيف منتج من قبل المستخدمين وشهادات أطباء الآثار المدمرة على منشآت الرعاية الصحية.
أدانت منظمة الصحة العالمية هذه الهجمات بوصفها انتهاكات للقانون الإنساني الدولي وطالبت بوقفها بصورة فورية. أفضى الصراع إلى هجمات على المشافي كمشفى ابن سينا ومشفى شرقي النيل، وهو ما يوافي معايير جرائم الحرب. حاصر مقاتلو قوات الدعم السريع مشفى شرقي النيل وسرت أقاويل عن إرغامهم للمدنيين على النزوح.
وقعت حالات قصف جوي دون إنذار أسفرت عن خسائر في أرواح المدنيين. وصودرت مشاف عديدة لأغراض عسكرية من قبل المقاتلين المتحاربين، وهو ما أثر على علاج المدنيين. وألقت التهديدات التي تلقاها أطباء من قبل طرفي الصراع، بما في ذلك اتهامات وتهديدات علنية، الضوء على استهداف العاملين في المجال الطبي. ووثقت منظمات طبية دولية، من بينها منظمة أطباء من أجل حقوق الانسان في السودان، هذه الأعمال الوحشية بوصفها جرائم محتملة ضد الإنسانية وجرائم حرب، بهدف تقديم دليل للسلطات القضائية الوطنية أو الدولية للمحاسبة.
مثلًا، في 18 من شهر أبريل، ذكر مراسلون أن مجموعات مسلحة قد دخلت العديد من المشافي في الخرطوم. في 25 من شهر أبريل، وعلى الرغم من وقف إطلاق النار، نقلت أنباء عن إطلاق نيران مدفعية ثقيلة في مدينة أم درمان، حيث تعرض عشرات من الأشخاص لإصابات بعض استهداف المشفى. وفي 13 من شهر مايو، اتهمت القوات المسلحة السودانية قوات الدعم السريع بالهجوم على مشفيين في الخرطوم. في 14 من شهر مايو، ذكر شهود عيان في الجنينة أن الجنجويد دخلوا إلى مشفى وارتكبوا مذبحة بحق 12 من المرضى غير العرب. في 15 من الشهر نفسه، سرت أقاويل عن أن مشفى شرقي النيل في الخرطوم قد تعرض لقصف جوي. وفي 22 من شهر مايو نفسه، سرت أخبار عن قتال وقع في جوار مشفى علياء العسكري في أم درمان وفي جنوب المدينة بالقرب من الحدود مع ولاية النيل الأبيض، على مقربة من مطار صغير.
في 1 من شهر يوليو، اتهمت نقابة الأطباء السودانيين قوات الدعم السريع بالهجوم على مشفى الشهداء وقتل عضو من طاقمه. أنكرت قوات الدعم السريع هذه الاتهامات. وفي 15 من شهر يوليو، قتل 5 أشخاص وأصيب 22 آخرون بجروح في هجوم لطائرة مسيرة على مشفى علياء في أم درمان اتُهمت قوات الدعم السريع بالمسؤولية عنه. في 16 من شهر يوليو، اتهمت قوات الدعم السريع بهجوم لليوم الثاني على التوالي على مشفى العلياء بواسطة طائرات مسيرة. في 20 من شهر يوليو، تعرض فريق أطباء بلا حدود الذي كان يتألف من 18 عضوًا لهجوم فيما كان ينقل إمدادات للمشفى التركي في جنوبي الخرطوم. وفي 1 من شهر أغسطس، بات مشفى الأطباء، الواقع شمالي غرب مطار الخرطوم، خارج الخدمة بشكل جزئي بسبب القصف، واتهمت قوات الدعم السريع القوات المسلحة السودانية باستهداف المشفى عبر ضربات جوية. في 9 من شهر أكتوبر، قتلت القوات المسلحة السودانية 3 أشخاص بعد قصف مشفى النور في أم درمان، وقتلت قوات الدعم السريع 20 شخصًا بعد قصف عيادة ملحقة بجامع في حي الخرطوم البحري في منطقة السامراب.
تركت هذه الهجمات أثرًا كبيرًا على نظام الرعاية الصحية في البلاد، وعطلت الخدمات الطبية، وعرضت عمل بقية المشافي والعيادات في الخرطوم للخطر.

### القصف العشوائي
منذ بداية الحرب في 15 أبريل، وردت تقارير عن قصف كثيف واشتباكات مسلحة في الخرطوم والخرطوم بحري وأم درمان، حيث اتهمت قوات الدعم السريع القوات المسلحة السودانية بشن هجوم واسع النطاق استمر خلال شهري أبريل ومايو. في 12 مايو، أُقيمت مفاوضات في جدة، السعودية، لكن لم يتوصل إلى اتفاق لوقف الأعمال العدائية، فيما استمرت الغارات الجوية والقصف في الخرطوم خلال شهر مايو، قُتل شخصان جراء غارة جوية شنتها القوات المسلحة السودانية في الخرطوم، وذكرت نقابة الأطباء السودانيين أن 18 شخصًا على الأقل قُتلوا وأصيب أكثر من 100 آخرين بعد سقوط صواريخ على سوق في منطقة مايو، جنوب الخرطوم.
في يونيو 2023، واصلت القوات المسلحة السودانية الغارات الجوية والقصف العشوائي ‏ لمواقع قوات الدعم السريع في الخرطوم والأبيض، أسفرت العمليات عن مقتل 10 طلاب من جمهورية الكونغو الديمقراطية في جامعة أفريقيا الدولية بالخرطوم. كما قُتل 17 شخصًا جراء قصف قوات الدعم السريع في حي الجمارك بالجنينة.
خلال يوليو 2023، أسفرت الغارات الجوية والقصف الذي شنته القوات المسلحة السودانية عن مقتل ما لا يقل عن 16 شخصًا في امبدة (أم درمان) بأم درمان، وأعداد تتراوح بين 22 و31 شخصًا في منطقة دار السلام بأم درمان و30 مدنيًا في نيالا و18 مدنيًا في أم درمان. وفي ذات الشهر شنت القوات المسلحة السودانية غارات جوية على قرى في شمال ولاية الجزيرة، بينما قُتل 16 مدنيًا وأربعة أطفال خلال تبادل إطلاق الصواريخ بين القوات المسلحة السودانية وقوات الدعم السريع في نيالا وحي الرميلة على التوالي. كما قُتل طفل وأصيب ثلاثة آخرون جراء قصف شنته الحركة الشعبية لتحرير السودان – شمال (الحلو) لمواقع القوات المسلحة السودانية في كادوقلي.
في يوليو 2023، أسفرت الغارات والقصف الجوي الذي شنته القوات المسلحة السودانية عن ما لا يقل عن 29 شخصًا في نيالا  بينهم 24 شخصًا في سوق،  و7 مدنيين بالقرب من السوق المركزي في جنوب الخرطوم. قُتل ما لا يقل عن 40 شخصًا خلال قصف مكثف بين القوات المسلحة السودانية وقوات الدعم السريع في مناطق مدنية في نيالا. حيث لقي 30 منهم حتفهم بعد أن أصاب أحد الصواريخ جسر الطيبة حيث كانوا يختبئون تحته. كما قُتل ستة آخرون خلال جنازة. هاجمت الحركة الشعبية لتحرير السودان-شمال (الحلو) مواقع للقوات المسلحة السودانية في دلّامي بجنوب كردفان، مما أدى إلى إصابة اثنين من المدنيين جراء القصف. وزعمت أيضًا أن قوات الدعم السريع قصفت منطقة السلامة القريبة بقذائف الهاون أثناء انسحابها، مما أسفر عن مقتل ما بين ستة وعشرة مدنيين وفقًا لمصادر متضاربة.
خلال سبتمبر 2023، أسفرت الغارات والقصف الجوي الذي شنته القوات المسلحة السودانية عن مقتل ما لا يقل عن 20 مدنيًا من بينهم طفلان، في منطقة الكلاكلة بالخرطوم،  كما قُتل 32 شخصًا في أمبدة بأم درمان،  و51 في سوق غورو بالخرطوم  و43 في سوق آخر بالخرطوم  و17 في أم درمان  و25 في الخرطوم بحري  و45 في نيالا. كما قُتل العديد من الأشخاص نتيجة القصف العشوائي الذي نفذته قوات الدعم السريع، حيث قُتل ما لا يقل عن 104 أشخاص في مختلف أنحاء الخرطوم، بما في ذلك 30 شخصًا في سوق المواشي حلة كوكو بالقرب من شرق النيل،  بينما قُتل عشرة أشخاص وأصيب 11 آخرون في منطقة الجرافة شمال أم درمان. قُتل المزيد من المدنيين خلال الاشتباكات بين القوات المسلحة السودانية وقوات الدعم السريع، حيث قُتل 25 شخصًا في أم درمان،  وشخص واحد في الودية غرب كردفان و30 في الفاشر.
خلال أكتوبر 2023، أسفر قصف قوات الدعم السريع عن مقتل ما لا يقل عن 10 أشخاص في حي الجرافة بأم درمان،  و20 شخصًا في عيادة ملحقة بمسجد في حي السامراب بالخرطوم بحري،  و190 شخصًا نتيجة يومين من قصف قوات الدعم السريع لمواقع الدفاع الجوي التابعة للقوات المسلحة السودانية في جبل أولياء بالخرطوم. كما قصفت قوات الدعم السريع المناطق المجاورة بما في ذلك حي التكرير بالقرب من الفاشر. أسفر قصف القوات المسلحة السودانية عن مقتل 11 شخصًا في حي الكراري بأم درمان،  وثلاثة أشخاص في مستشفى النو بأم درمان  وثلاثة آخرين في سوق الخميس بزالنجي.
في نوفمبر 2023، قُتل ما لا يقل عن 15 شخصًا بعد أن قصفت قوات الدعم السريع سوق زغلونة في كرري بأم درمان،  كما قُتل 12 شخصًا آخرين جراء القصف في كرري، أم درمان.
بالإضافة إلى ذلك، حوصر أفراد من جميع الأعمار ضحية لنيران الاشتباكات خلال الهجمات المتكررة في المناطق المدنية المكتظة بالسكان، حيث يستخدم كلا الجانبين أسلحة متفجرة تؤثر على منطقة واسعة. من بين القتلى بسبب هذه الاشتباكات الممثلة آسيا عبد المجيد والمغنية شادن جارود ولاعب كرة القدم السابق فوزي المرضي وابنته  وعضو مجموعة عقد الجلاد الموسيقية عراقي عبد الرحيم.

### المجازر والتطهير العرقي في إقليم دارفور
أدت الصراعات العرقية في ولاية الجنينة غرب دارفور، التي بدأت في الأسبوع الأخير من أبريل إلى مقتل ما لا يقل عن 1,100 شخص،  في 20 يونيو، زعمت سلطنة دار مساليت بأن أكثر من 5,000 شخص قُتلوا وأُصيب حوالي 8,000 في المدينة على يد قوات الدعم السريع والجنجويد. وفي 22 يوليو، ذكر أحد زعماء قبيلة المساليت أن أكثر من 10 آلاف شخص قتلوا في غرب دارفور وحدها، وأن 80% من سكان الجنينة قد فروا من منازلهم. سُجلت مجازر في مدن مثل طويلة  ومستيري  وعُثر على قبر جماعي في الجنينة يحتوي على جثث 87 شخصًا قُتلوا في الاشتباكات. وصفت حكومة المملكة المتحدة، بالإضافة إلى الشهود والمراقبين، العنف في المنطقة بأنه يرقى إلى مستوى التطهير العرقي أو حتى الإبادة الجماعية، حيث كانت الجماعات غير العربية مثل المساليت الضحايا الرئيسيون.
تتزايد الأدلة منذ أغسطس 2023 على أن قوات الدعم السريع (RSF) تنفذ تطهيرًا عرقيًا منهجيًا في دارفور. وقد أصدر متحف ذكرى الهولوكوست في الولايات المتحدة والمفوض السامي للأمم المتحدة فيليبو غراندي، تحذيرات بشأن إمكانية تصعيد الوضع إلى إبادة جماعية واسعة النطاق. في أكتوبر، أصدرت منظمة منظمة مراقبة الإبادة الجماعية تحذيرًا حول الوضع في السودان، واصفةً المجازر التي ارتكبتها قوات الدعم السريع ضد شعب المساليت بأنها إبادة جماعية. يتشارك الأكاديمي الأمريكي إريك ريفز، المتخصص في سجل حقوق الإنسان في السودان، ومجلة ذا إيكونوميست في هذا الرأي. أدان جوزيف بوريل، رئيس السياسة الخارجية للاتحاد الأوروبي، بشدة مقتل أكثر من ألف شخص في أردمتا داعيًا المجتمع الدولي إلى اتخاذ إجراءات فورية لمنع الإبادة جماعية المحتملة في المنطقة. وصفت حكومة المملكة المتحدة  والمراقبون الآخرون العنف في المنطقة بأنه يرقى إلى مستوى التطهير العرقي أو حتى الإبادة الجماعية، حيث كانت الجماعات غير العربية مثل المساليت الضحايا الرئيسيون. وصف مجيب الرحمن يعقوب، مساعد مفوض اللاجئين في غرب دارفور، العنف بأنه أسوأ من الحرب في دارفور عام 2003 والإبادة الجماعية في رواندا عام 1994.

## حجب المساعدات
يُعد منع أو التحكم في المساعدات في السودان استراتيجية متعمدة تستخدمها الفصائل المتحاربة، من خلال استهداف العاملين في المجال الإنساني أو منع الوصول الآمن وغير المقيد للوكالات الإنسانية داخل السودان، تشكل هذه الممارسات انتهاكًا جسيمًا للقانون الدولي، وقد تُعتبر جريمة حرب. أدى منع وصول المساعدات والسيطرة عليها إلى تفاقم الأزمة الإنسانية في السودان. إذ لم تصل المساعدات إلى الفئات الأكثر احتياجًا، مما جعل الوضع يُصنف كواحد من أسوأ الأزمات الإنسانية على مستوى العالم. أفادت المفوضية السامية للأمم المتحدة لشؤون اللاجئين (UNHCR) أن الحرب أدت إلى نزوح ما يقرب من 8 ملايين شخص.

### استهداف العاملين في المجال الإنساني
قُتل ثلاثة موظفين من برنامج الأغذية العالمي (WFP) في معركة كبكابية، بعد أن أصيبوا بسبب الاشتباكات في أحد القواعد العسكرية، كما أُصيب اثنان من الموظفين الآخرين. في 18 أبريل، تعرض المسؤول الأعلى عن المساعدات الإنسانية بالاتحاد الأوروبي في السودان، وييم فرانسين من بلجيكا لإصابة برصاص في الخرطوم. وفي 21 أبريل، أفادت المنظمة الدولية للهجرة (IOM) بأن أحد موظفيها المحليين قُتل أثناء سفره مع عائلته بالقرب من الأبيض نتيجةً لأحد الاشتباكات.
وفي 20 يوليو، تعرض فريق مكون من 18 عضوًا من منظمة أطباء بلا حدود لهجوم أثناء نقل الإمدادات إلى المستشفى التركي في جنوب الخرطوم. وبحلول ذلك الوقت، كانت منظمة الصحة العالمية قد وثقت 51 هجومًا على المنشآت الطبية والعاملين فيها منذ بداية النزاع، مما أسفر عن مقتل 10 أشخاص وإصابة 24 آخرين. في 25 يوليو، صرحت منسقة الشؤون الإنسانية كليمنتين نكويتا سلامي بأنه قُتل 18 عامل إغاثة وأن أكثر من عشرين آخرين مُحتجزون أو مفقودون. وقد أدت هذه الأزمة إلى إعلان الأمم المتحدة أن السودان هو أخطر بلد في العالم بالنسبة للعاملين في مجال الإغاثة الإنسانية، بعد جنوب السودان.
تفاقمت الأوضاع نتيجةً للهجمات على المرافق الإنسانية، حيث نُهب أكثر من 50 مستودعًا، وتعرض 82 مكتبًا للتخريب وسرقة أكثر من 200 مركبة. كان أحد أكثر حوادث النهب تدميرًا في مدينة الأبيض في أوائل يونيو، حيث أدى ذلك إلى فقدان كميات من الغذاء «كان بإمكانها إطعام 4.4 مليون شخص».

### انتشار الأمراض
وفقًا لليونيسف والمديرة التنفيذية لمنظمة هيومن رايتس ووتش تيرانا حسن، أدى النزاع المستمر إلى نزوح جماعي للناس، مما تسبب في اكتظاظ مخيمات اللاجئين ومراكز الإيواء المؤقتة. وهذه الظروف توفر بيئة مناسبة لانتشار الأمراض، حيث يفتقر السكان إلى مياه الشرب النظيفة ومرافق الصرف الصحي، بالإضافة إلى ضعف خدمات الرعاية الصحية مما يزيد الأوضاع سوءًا. كما تسهم عرقلة المساعدات من كلا الطرفين في عدم قدرة وكالات الإغاثة على توفير الإمدادات الطبية والخدمات الضرورية، مما يزيد من خطر انتشار الأمراض.

### المجاعة
أدت الحرب أيضًا إلى تفاقم المجاعة في السودان. حذرت الأمم المتحدة من أن الصراع يهدد باندلاع «أسوأ أزمة جوع في العالم». مع استمرار العنف الذي يقيد الحركة وإلغاء التصاريح لقوافل الشاحنات العابرة للحدود، يجد العاملون في مجال الإغاثة الإنسانية صعوبة بالغة في تقديم المساعدة للمتضررين. ونتيجةً لذلك، يُعاني ملايين الأشخاص من انعدام الأمن الغذائي الحاد ويواجه العديد منهم خطر المجاعة. يساهم منع المساعدات والسيطرة عليها بشكل كبير في هذه الأزمة الغذائية. واتهم مكتب المفوض السامي للأمم المتحدة لحقوق الإنسان كلا الطرفين باستخدام التجويع كسلاح.

## العنف الجنسي
تعرضت فتيات لا تتجاوز أعمارهن 12 عامًا للعنف الجنسي، بما في ذلك الاغتصاب والعبودية الجنسية. وزُعم أن قوات الدعم السريع والميليشيات العربية ارتكبت أعمال عنف جنسي،  مستهدفين النساء السودانيات والأجنبيات،  خاصةً نساء المساليت وغير العرب. صرحت الناشطة في مجال حقوق الجنس منى مالك، عن وقوع فظائع واسعة النطاق، بما في ذلك عمليات اغتصاب ارتكبتها ميليشيا الجنجويد. وزعم خبراء الأمم المتحدة أن الاغتصاب يُستخدم «كأداة لمعاقبة المجتمعات وإرهابها»، حيث نشطت وحدات الاستجابة الطارئة في الاستجابة لحالات العنف الجنسي خلال الحرب الأهلية.
أعربت الأمم المتحدة عن قلقها العميق إزاء انتشار العنف الجنسي بشكل واسع خلال النزاع، لكنها تواجه تحديات في التحقق من المعلومات بسبب محدودية الوصول إلى المناطق المتضررة. يُعد التمييز بين الحالات الفردية والاغتصاب المنهجي أمر بالغ الأهمية بموجب القانون الدولي. كما يُؤدي عدم الإبلاغ بسبب العار الاجتماعي والخوف إضافةً إلى نقص الدعم المتاح، إلى إعاقة التوثيق الدقيق. يستخدم العنف الجنسي كأداة حرب بشكل يتماشى مع الأنماط العالمية. في ظل تدهور البنية التحتية للرعاية الصحية. تحاول الجهود المحلية/الشعبية مساعدة الضحايا وسط انهيار البنية التحتية للرعاية الصحية، حيث تواجه المرافق الطبية تدميرًا متزايدًا.
في يوليو، كشف مكتب حقوق الإنسان التابع للأمم المتحدة في السودان عن تلقيه معلومات حول 21 حالة عنف جنسي تشمل ما لا يقل عن 57 امرأة وفتاة. أفادت السلطات السودانية بتسجيل ما لا يقل عن 88 حالة اعتداء جنسي على نساء في جميع أنحاء البلاد، ومعظمها يُنسب إلى قوات الدعم السريع. كما صرح فولكر تورك رئيس مفوضية الأمم المتحدة لحقوق الإنسان، بأن قوات الدعم السريع كانت متورطة باعتبارها الطرف المسؤول في جميع الحالات التي أُبلغ عنها إلى مكتبهم تقريبًا. تشتبه كل من الأمم المتحدة والمنظمات الحقوقية المحلية في أن هذه الأرقام تمثل فقط جزءًا صغيرًا من النطاق الفعلي للانتهاكات.
حتى يوليو 2023، قدّرت المنظمات غير الحكومية أن عدد حالات الاعتداء الجنسي قد يصل إلى 4,400 حالة. أفادت وحدة مكافحة العنف ضد المرأة بأنها سجلت 88 حالة اعتداء جنسي في كل من الجنينة والخرطوم ونيالا. كما أكدت شبكة CNN وجود حالات اعتداء جنسي نفذتها قوات الدعم السريع، بما في ذلك حادثة موثقة بالفيديو. وفي أحد المواقع الحدودية مع تشاد، رصدت الأمم المتحدة مراهقات حوامل، مما يشير إلى حدوث اعتداءات إضافية. إحدى الناجيات أصبحت حاملًا نتيجة الاعتداء. في أغسطس 2023، يُتوقع أن يبدأ مجلس حقوق الإنسان التابع للأمم المتحدة تحقيقًا في الانتهاكات التي حدثت وحماية الأدلة المرتبطة بها، وينبغي على الحكومات المعنية تخصيص موارد إضافية لدعم الناجيات من الاعتداء الجنسي.
في مارس 2024 وُردت تقارير عن اختطاف النساء واحتجازهن لغرض العبودية الجنسية. بالإضافة إلى ما لا يقل عن 93 امرأة وفتاة في عداد المفقودين. يُعتقد أن هذا الرقم أقل بكثير من الوضع الفعلي نظرًا لعدم الإبلاغ الناتج عن الوصم الاجتماعي.
في يوليو 2024، أصدرت منظمة هيومن رايتس ووتش تقريرًا جاء فيه أن العنف الجنسي في الخرطوم منتشر على نطاق واسع. وذكر التقرير أن معظم حالات العنف ارتكبتها قوات الدعم السريع، لكنه ذكر أن القوات المسلحة السودانية شاركت أيضًا في جرائم ضد الإنسانية. كما يذكر التقرير أن عددًا لا يحصى من النساء والفتيات تعرضن للاغتصاب والاغتصاب الجماعي وإجبارهن على الزواج بالإضافة إلى تجربة العبودية الجنسية. ونتجت عدة حالات عن وفاة الضحايا. كما وثق التقرير حالات من العنف الجنسي ضد العاملات في مجال الصحة، حيث تعرضت أربع منهن لهذا الانتهاك. ورغم أن معظم حالات العنف الجنسي المبلغ عنها كانت ضد الإناث، إلا أن هناك أيضًا تقارير عن اعتداءات على الرجال والفتيان أيضًا.[بحاجة لمصدر]

## السرقة والنهب
قُدِّمت تقارير تشير إلى أن قوات الدعم السريع (RSF) والميليشيات العربية ارتكبت عمليات سطو. خلال شهر أبريل 2023، أُفيد بأن قوات الدعم السريع نهبت بعض المناطق السكنية في الخرطوم، حيث ذكر سكان منطقة الخرطوم 2 لبي بي سي إن قوات الدعم السريع كانت تتنقل من منزل إلى منزل للمطالبة بالمياه والطعام. كما وُجهت اتهامات لقوات الدعم السريع بالاعتداء على المدنيين وشن حملات نهب وحرق في الخرطوم،  ونيالا والجنينة  وأجزاء أخرى من البلاد،  بما في ذلك مروي  وكبوم وماركوندي في جنوب دارفور.
أعرب سكان ولاية الخرطوم  ومدينة نيالا جنوب دارفور عن مخاوفهم بشأن انتشار السرقة والنهب، في ظل غياب تام للشرطة وعدم وجود أي إنفاذ للقانون. وفي شهري مايو ويونيو، ذكر سكان أم درمان بأن عمليات نهب واسعة النطاق وقعت في السوق الليبي،  كما تعرضت السفارة الصومالية في الخرطوم للنهب والسلب على يد مقاتلي قوات الدعم السريع. نُهبت مستودعات برنامج الغذاء العالمي في الأبيض. حيث أفاد المسؤولون بأن كمية الغذاء المسروقة كانت كافية لإطعام 4.4 مليون شخص. بالإضافة إلى ذلك، تعرض 57 مستودعًا تابعًا لمكتب تنسيق الشؤون الإنسانية التابع للأمم المتحدة (OCHA) للنهب، فيما قامت القوات المسلحة السودانية بتحويل ومصادرة الإمدادات الطبية المخصصة لمستشفياتها.
خلال أغسطس، شنت قوات الدعم السريع هجومًا على مدينة الخوي في غرب كردفان، مما أسفر عن إصابة ثلاثة مدنيين من بينهم صحفي، والاستيلاء على أربع مركبات بما في ذلك سيارة إسعاف واثنتين من مركبات الشرطة، ونهب بنك التوفير في المدينة ومركز الشرطة. وردت تقارير عن وقوع عمليات نهب مماثلة للمرافق الحكومية والبنوك والمكاتب الأخرى في الفولة.
في 17 سبتمبر 2023، اتهمت القوات المسلحة السودانية (SAF) قوات الدعم السريع (RSF) بإشعال النار في شركة النيل الكبير للبترول التشغيلية، بالإضافة إلى نهب وحرق برج بنك الخرطوم الساحل والصحراء.

## الأفراد المستهدفون
سجلت النيابة العامة السودانية أكثر من 500 حالة لأشخاص مفقودين في جميع أنحاء البلاد، بما في ذلك حالات اختفاء قسري، والتي تُنسب في الغالب إلى قوات الدعم السريع (RSF).

### التعذيب وقتل الأفراد
تعرض عدد من المثقفين والسياسيين والمهنيين والنبلاء للاغتيال، حيث أُدينت قوات الدعم السريع (RSF) والميليشيات العربية المتحالفة معها في معظم هذه الجرائم. سجلت النيابة العامة السودانية أكثر من 500 حالة لأشخاص مفقودين في جميع أنحاء البلاد، بعضهم كان ضحية لاختفاء قسري، عُزيت معظمها إلى قوات الدعم السريع. وورد أن قوات الدعم السريع والميليشيات العربية قد قتلت محامين ومراقبي حقوق الإنسان وأطباء وزعماء قبائل غير عربية.
في 13 مايو 2023، اتهمت قوات الدعم السريع (RSF) الجيش السوداني (SAF) باغتيال مسؤول في الاتحاد السوداني لكرة القدم، أمير حسيب الله. في نفس اليوم، اقتحمت قوات الدعم السريع مجمع كنيسة مار جرجس القبطية في منطقة بحري بالخرطوم. وبحسب ما ورد أطلقوا النار على خمسة رجال دين ونهبوا أموالًا وصليبًا من الذهب.
في 19 يونيو 2023، قُتل الأمير بدوي مصري بلحدين، وهو ابن عم سلطان دار مساليت، على يد قوات الدعم السريع (RSF). كما قُتل عدد من الشخصيات البارزة في هجمات وقعت في 19 و20 يونيو، بما في ذلك صادق هارون، مفوض المساعدات الإنسانية في المدينة، وعدد من العمداء والأئمة.

#### آدم زكريا
في 14 مايو 2023، قُتل آدم زكريا إسحاق، وهو طبيب ومدافع عن حقوق الإنسان يبلغ من العمر 38 عامًا، مع 13 مريضًا في مركز الإنقاذ الطبي بحي جمارك في الجنينة. أبلغ زملاؤه منظمة العفو الدولية أن ميليشيا عربية مسلحة، تشمل أعضاء من قوات الدعم السريع، كانت مسؤولة عن مقتل 14 شخصا. كان آدم يقدم الرعاية الطبية في عيادة صغيرة عندما قُتل، حيث دُمِّر المستشفى الرئيسي في الجنينة بواسطة نفس الميليشيا وقوات الدعم السريع في أواخر أبريل. أُصيب برصاصة قاتلة في صدره، تاركًا وراءه زوجته وابنين صغيرين، عمر أحدهما أربع سنوات والآخر ستة أعوام.

#### خميس أبكر
عندما اندلعت النزاعات، انحاز والي غرب دارفور، خميس أبكر إلى القوات المسلحة السودانية. شنت قوات الدعم السريع هجمات على المدنيين المساليت خلال حصارها لمدينة الجنينة، بما في ذلك أفراد من عائلة أبكر. نجا أبكر بأعجوبة من محاولة، اغتيال عندما أطلق مسلحون مجهولون النار على سيارته في 28 أبريل 2023. أبلغت مصادر سرية على دراية بالحادثة قناة الجزيرة أن المهاجمين المزعومين كانوا مرتبطين بقوات الدعم السريع.
في 14 يونيو 2023، أدى قصف لقوات الدعم السريع على حي الجمارك إلى مقتل سبعة عشر مدنيًا، من بينهم أقارب سلطان دار المساليت، وكان الأمير طارق عبد الرحمن باهلي الدين أحد هؤلاء القتلى، كما أصيب 37 آخرون في الهجوم. أدان خميس أبكر الوضع واصفًا إياه بأنه إبادة جماعية في 13 يونيو، وأشار إلى أن الجيش السوداني لم يغادر قاعدة الجيش لمساعدة المدنيين. ردًا على ذلك، وصفت قوات الدعم السريع معركة الجنينة بأنها "نزاع قبلي".
في 15 يونيو 2023، اختُطف خميس أبكر وعُذب وأُعدم على يد مسلحين يُزعم أنهم من قوات الدعم السريع (RSF)، بقيادة عبد الرحمن جمعة، بسبب تصريحاته قبل يومين. اتهمت قوات الدعم السريع القوات المسلحة السودانية بقتل أبكر، رغم وجود أدلة فيديو تُظهر جنودًا من قوات الدعم السريع وهم يهاجمون أبكر. زعم نشطاء من قبيلة المساليت أن أبكر قُتل بعد أن رفض نفي تصريحاته حول الإبادة الجماعية في الجنينة. اتُهم منصور أرباب رئيس حركة العدل والمساواة، عبد الرحمن جُمعة بقتل أبكر، بالتعاون مع القوات المشتركة في دارفور. عبّر مني مناوي، زعيم القوة المشتركة في دارفور، عن استنكاره لعملية القتل لكنه لم يتهم قوات الدعم السريع. لاحقًا، أدان المفوض السامي لحقوق الإنسان التابع للأمم المتحدة عملية القتل.

#### أحمد أبكر باركو عبد الرحمن
حسب ما ورد قُتل أحمد أبكر باركو عبد الرحمن، عضو من قبيلة الزغاوة وعضو في البرلمان، على يد قوات الدعم السريع (RSF) في غارة على منزله بنيالا في 22 أغسطس 2023.

#### عائلة مصطفى تمبور
خلال النزاع، اقتُحم منزل تامبور في الرياض، الخرطوم في 8 مايو 2023. في 17 يوليو، اغتالت قوات الدعم السريع أحد إخوته، متوكل، على طريق نيالا-زالينجي.

## تجنيد الاطفال
تتزايد التقارير حول تجنيد الأطفال في الجماعات المسلحة. اتُهمت قوات الدعم السريع (RSF) بتجنيد أطفال لا تتجاوز أعمارهم 14 عامًا للقتال ضد القوات المسلحة السودانية (SAF) باستخدام المال والوعود الكاذبة، حيث وردت تقارير عن رؤية بعضهم في الخطوط الأمامية في الخرطوم
ذكرت قناة سكاي نيوز عربية في عام 2024، أن مئات الأطفال الذين تتراوح أعمارهم بين 12 و14 عامًا يجري تجنيدهم في معسكر بالقرب من شندي بولاية نهر النيل، ضمن المقاومة الشعبية في السودان.

## رد الفعل والتحقيق
تواجه كل من القوات المسلحة السودانية (SAF) وقوات الدعم السريع (RSF) اتهامات بارتكاب جرائم حرب. حيث اتهمت منظمة هيومن رايتس ووتش،  وحكومتي المملكة المتحدة  والولايات المتحدة  قوات الدعم السريع بارتكاب جرائم ضد الإنسانية.
في 13 يوليو 2023، أعلن مكتب المدعي العام للمحكمة الجنائية الدولية برئاسة كريم أحمد خان أنه بدأ تحقيقات في الجرائم المحتملة التي ارتُكبت خلال النزاع في عام 2023، وذلك في إطار تحقيقه في دارفور الذي بدأ في عام 2005 بناءً على قرار مجلس الأمن التابع للأمم المتحدة رقم 1593. والذي يقتصر على الانتهاكات في تلك المنطقة فقط. في 5 سبتمبر، أكدت المستشارة الخاصة للأمم المتحدة لمنع الإبادة الجماعية أليس وايريمو نديريتو بأن الصراع والانتهاكات المرتبطة به يحتوي على «عناصر قوية قائمة على الهوية». وفي مقابلة مع هيئة الإذاعة البريطانية، قال البرهان أنه سيتعاون مع المحكمة الجنائية الدولية لتقديم المسؤولين إلى العدالة.
في 3 أغسطس 2023، أصدرت منظمة العفو الدولية تقريرًا حول النزاع في السودان بعنوان «الموت جاء إلى منزلنا: جرائم حرب ومعاناة المدنيين في السودان». وثق التقرير «سقوط أعداد كبيرة من الضحايا المدنيين نتيجة لهجمات متعمدة وعشوائية» من قبل كل من قوات الدعم السريع وقوات الجيش السوداني، خاصةً في الخرطوم وغرب دارفور. كما تناول التقرير قضايا خطيرة مثل العنف الجنسي ضد النساء والفتيات ابتداءً من سن 12 عامًا، والهجمات المستهدفة على المرافق المدنية مثل المستشفيات والكنائس، بالإضافة إلى أعمال النهب.
في 6 سبتمبر 2023، فرضت وزارة الخارجية الأمريكية ووزارة الخزانة الأمريكية عقوبات على نائب قائد قوات الدعم السريع وشقيق حميدتي عبد الرحيم دقلو، والقائد الأعلى لقوات الدعم السريع في غرب دارفور عبد الرحمن جمعة، بسبب انتهاكات واسعة النطاق لحقوق الإنسان أثناء النزاع. كما وُجهت اتهامات خاصة لعبد الرحمن جمعة بالتخطيط لاغتيال والي ولاية غرب دارفور، خميس أبكر في يونيو. وفي ديسمبر 2023، اتهم أنتوني بلينكن، وزير الخارجية الأمريكي، قوات الدعم السريع بارتكاب جرائم تطهير عرقي.
اتهمت القوات المسلحة السودانية (SAF) قوات الدعم السريع (RSF) بارتكاب جرائم حرب. في الرابع من أغسطس، قام الجنرال عبد الفتاح البرهان رئيس مجلس السيادة الانتقالي، بتشكيل لجنة للتحقيق في جرائم الحرب وانتهاكات حقوق الإنسان والجرائم الأخرى المنسوبة إلى قوات الدعم السريع. كان من المقرر أن يرأس اللجنة ممثل عن مكتب النائب العام، كما ضمت اللجنة مسؤولين من وزارتي الخارجية والعدل، وممثلين عن القوات المسلحة السودانية والشرطة والمخابرات العامة واللجنة الوطنية لحقوق الإنسان. وفي كلمته أمام الجمعية العامة للأمم المتحدة في نيويورك في سبتمبر، دعا البرهان المجتمع الدولي إلى تصنيف قوات الدعم السريع على أنها جماعة إرهابية.
في سبتمبر 2023، عزمت الولايات المتحدة وبريطانيا والنرويج وألمانيا على تقديم اقتراح إلى مجلس حقوق الإنسان التابع للأمم المتحدة يدعو للتحقيق في الجرائم المزعومة في السودان. كان مشروع الاقتراح، الذي يدين انتهاكات حقوق الإنسان خلال النزاع، يهدف إلى إنشاء بعثة من ثلاثة خبراء للتحقيق في هذه الادعاءات.من المقرر أن يقوم الخبراء بتوثيق الانتهاكات وتقديم تقارير دورية إلى مجلس حقوق الإنسان التابع للأمم المتحدة، المكون من 47 دولة. رغم مشاركة مشروع الاقتراح بين الدول الأعضاء، إلا أنه لم يُقدم رسميًا بعد. في الحادي عشر من أكتوبر، صوت مجلس حقوق الإنسان التابع للأمم المتحدة بأغلبية 19 صوتًا لصالح القرار، مقابل 16 ضد وامتناع 12 عن التصويت، لاعتماد قرار بإنشاء لجنة للتحقيق في الجرائم والانتهاكات التي وقعت في السودان منذ بداية النزاع.
دعت منظمة هيومن رايتس ووتش إلى اتخاذ إجراءات حازمة للتعامل مع الجرائم المستمرة في السودان، مشددة على ضرورة أن تتخذ الولايات المتحدة إجراءات في مجلس الأمن الدولي لحماية المدنيين ومحاسبة المسؤولين عن العنف. من جهة أخرى، أعربت بعثة الأمم المتحدة المتكاملة للمساعدة الانتقالية في السودان (UNITAMS) عن قلقها البالغ إزاء استهداف المدنيين والمرافق العامة من قبل قوات الدعم السريع والميليشيات المتحالفة معها، وأكدت على الحاجة الملحة لاتخاذ إجراءات لحماية المدنيين في دارفور.
في أوائل مارس 2024، نشرت لجنة الخبراء التابعة للأمم المتحدة المعنية بالسودان، المكلفة بموجب القرار 2620 (2022) الصادر عن مجلس الأمن التابع للأمم المتحدة، أحدث تقرير لها. وصف التقرير الدمار والعنف الواسع النطاق في البلاد، الذي نتج في العديد من الحالات عن قوات الدعم السريع والميليشيات المرتبطة بها. فيما يتعلق بجرائم الحرب في غرب دارفور، قدر التقرير عدد القتلى نتيجة التطهير العرقي لمجتمع المساليت في الجنينة بما يتراوح بين 10 و15 ألف قتيل. وفي كلمتها أمام لجنة مجلس الأمن، علقت السفيرة ليندا توماس غرينفيلد، المندوبة الأمريكية لدى الأمم المتحدة: قائلةً «إن أملي هو أن يهز هذا التقرير الصادم العالم أخيرًا من لامبالاته لما يحدث أمام أعيننا».
في أبريل 2024، أصدر مركز راول والينبرغ لحقوق الإنسان ‏ تقريرًا عن انتهاكات اتفاقية الإبادة الجماعية في دارفور. يشير التقرير إلى أن هناك «أدلة واضحة ومقنعة» تثبت أن قوات الدعم السريع (RSF) والميليشيات المتحالفة معها قد ارتكبت ولاتزال ترتكب أعمال إبادة جماعية ضد مجموعة المساليت، وهي مجموعة عرقية غير عربية في دارفور. كما أشار التقرير إلى أن جميع الدول الـ153 التي وقعت على اتفاقية الإبادة الجماعية «ملزمة بإنهاء أي تواطؤ مع مرتكبي هذه الجرائم، من خلال إدانة أفعالهم، ووقف أي دعم لهم، واستخدام جميع الوسائل المتاحة بشكل معقول لمنع الإبادة الجماعية وإيقافها». كما يُشير التقرير إلى أن هناك أدلة واضحة ومقنعة تثبت أن السودان ودولًا أخرى، مثل الإمارات العربية المتحدة وليبيا وتشاد وجمهورية أفريقيا الوسطى، متواطئة في الإبادة الجماعية، وأن روسيا تلعب دورًا في ذلك من خلال تصرفات مجموعة فاغنر، المرتزقة الروسية.

## قراءة إضافية
- "السودان: الموت جاء إلى منزلنا: جرائم الحرب ومعاناة المدنيين في السودان". منظمة العفو الدولية. 3 أغسطس 2023. مؤرشف من الأصل في 2025-05-15.
- جالوبين، جان بابتيست (9 مايو 2024). "المساليت لن يعودوا إلى الوطن". هيومن رايتس ووتش. مؤرشف من الأصل في 2024-12-20.